# Championnat d'Autriche de football 1956-1957
Navigation
Saison précédente Saison suivante
La saison 1956-1957 du Championnat d'Autriche de football était la 46e édition du championnat de première division en Autriche. La Staatsliga A regroupe les 14 meilleurs clubs du pays au sein d'une poule unique où ils s'affrontent deux fois au cours de la saison, à domicile et à l'extérieur. À la fin de la saison, les 2 derniers du classement sont relégués et remplacés par les 2 meilleurs clubs de Staatsliga B, la deuxième division autrichienne.
C'est le SK Rapid Vienne, tenant du titre, qui remporte à nouveau le championnat en terminant en tête du classement final, avec un seul point d'avance sur le First Vienna FC et 2 sur le FK Austria Vienne. C'est le 21e titre de champion d'Autriche de l'histoire du club.

## Les 14 clubs participants
| - Wiener Sport-Club - SK Rapid Vienne - Wacker AC - First Vienna FC - 1. Simmeringer SC - Kapfenberger SV - Wiener AC - Promu de Staatsliga B | - FC Stadlau - SK Admira Vienne - Kremser SC - Promu de Staatsliga B - FK Austria Vienne - Grazer AK - SK Sturm Graz - SV Austria Salzbourg |

## Compétition

### Classement
Le barème utilisé pour établir le classement est le suivant :
- Victoire : 2 points
- Match nul : 1 point
- Défaite : 0 point

| Rang | Équipe               | Pts | J  | G  | N | P  | Bp  | Bc | Diff |
| ---- | -------------------- | --- | -- | -- | - | -- | --- | -- | ---- |
| 1    | SK Rapid Vienne T    | 40  | 26 | 19 | 2 | 5  | 100 | 43 | +57  |
| 2    | First Vienna FC      | 39  | 26 | 17 | 5 | 4  | 71  | 32 | +39  |
| 3    | FK Austria Vienne    | 38  | 26 | 18 | 2 | 6  | 68  | 41 | +27  |
| 4    | Wacker AC            | 35  | 26 | 14 | 7 | 5  | 82  | 37 | +45  |
| 5    | 1. Simmeringer SC    | 31  | 26 | 11 | 9 | 6  | 67  | 60 | +7   |
| 6    | Grazer AK            | 26  | 26 | 12 | 2 | 12 | 47  | 55 | -8   |
| 7    | Kapfenberger SV      | 25  | 26 | 11 | 3 | 12 | 56  | 74 | -18  |
| 8    | SK Admira Vienne     | 22  | 26 | 9  | 4 | 13 | 52  | 57 | -5   |
| 9    | Kremser SC P         | 22  | 26 | 9  | 4 | 13 | 53  | 79 | -26  |
| 10   | Wiener Sport-Club    | 21  | 26 | 9  | 3 | 14 | 50  | 46 | +4   |
| 11   | Wiener AC P          | 21  | 26 | 8  | 5 | 13 | 58  | 62 | -4   |
| 12   | SK Sturm Graz        | 21  | 26 | 9  | 3 | 14 | 48  | 66 | -18  |
| 13   | SV Austria Salzbourg | 15  | 26 | 6  | 3 | 17 | 55  | 83 | -28  |
| 14   | FC Stadlau           | 8   | 26 | 2  | 4 | 20 | 26  | 98 | -72  |

|  | Qualification pour la Coupe des clubs champions 1957-1958 et la Coupe Mitropa 1957 |
|  | Qualification pour la Coupe Mitropa 1957                                           |
|  | Relégation directe en Staatsliga B                                                 |
|  | T Tenant du titre P Promu de Staatsliga B                                          |

## Bilan de la saison
| Championnat d'Autriche de football 1956-1957 |                             |
| Champion                                     | SK Rapid Vienne (21e titre) |
| Coupes et trophées                           |                             |
| Vainqueur de la Coupe d'Autriche 1956-1957   | Compétition non disputée    |
| Qualifications continentales                 |                             |
| Coupe d'Europe des clubs champions 1957-1958 | SK Rapid Vienne             |
| Coupe Mitropa 1957                           | SK Rapid Vienne             |
| Coupe Mitropa 1957                           | First Vienna FC             |
| Promotions et relégations                    |                             |
| Promus en Staatsliga A                       | Olympia Stadlau             |
| Promus en Staatsliga A                       | FC Vienne                   |
| Relégués en Staatsliga B                     | SV Austria Salzbourg        |
| Relégués en Staatsliga B                     | FC Stadlau                  |